# Natuurbrand op de Strabrechtse Heide 2010

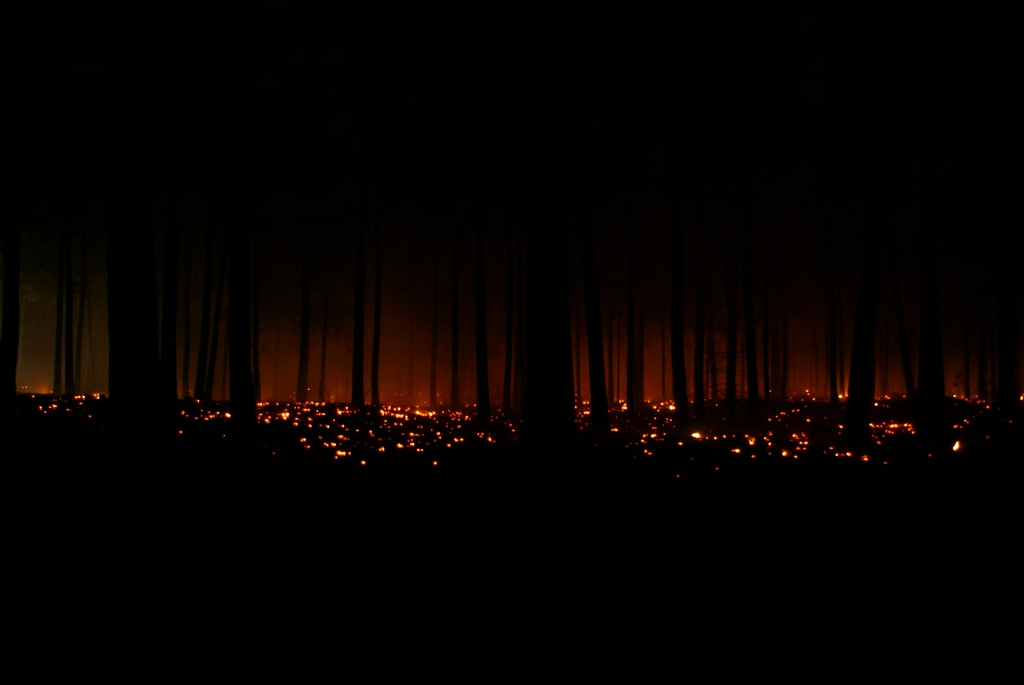
De brand in de nacht van 2 op 3 juli.

Op 2 juli 2010 brak op de Strabrechtse Heide een natuurbrand uit waarbij een gebied ter grootte van 220 hectare door brand getroffen werd. De regionale brandweer Zuidoost-Brabant schaalde op naar een complete brandweercompagnie en GRIP 4. Op een gegeven moment dreigde de brand de A67 over te steken en werd de snelweg geheel afgesloten, de brand breidde zich daarop toch uit naar het gebied ten noorden van de snelweg. Op 3 juli kreeg de brandweer het vuur onder controle, al duurde het bijna een week om de brand ook echt uit te krijgen.

## Omstandigheden
De Strabrechtse Heide is een gebied van 1500 hectare. Het getroffen gebied omvat zowel heide als bos. In de weken voorafgaand aan de brand stonden de vennen al droog en was het continu warm weer geweest. Het vuur ontstond in een bosgebied aan de zuidzijde van de weg A67, iets westelijk van viaduct hogeweg en verbreidde zich van daar uit in westelijke richting. In het bosgebied ontstond kroonvuur, de gevaarlijkste en felste vorm van bosbrand.
Er moest een watertransportsysteem opgezet worden met een lengte van zeven kilometer omdat in het gebied zelf te weinig water voorhanden was voor de blussing. 

## Bijstand
De regionale brandweer Zuidoost-Brabant werd tijdens deze grote en langdurige brand bijgestaan door verschillende andere brandweerregio's, het KLPD en defensie. Een dergelijke brand legt een groot beslag op de brandweerorganisatie en het is nagenoeg onmogelijk om de brand te blussen met eigen personeel zonder de brandweerzorg in de regio in gevaar te brengen.
De volgende regio's verleenden bijstand:
- Veiligheidsregio Limburg-Noord
- Veiligheidsregio Gelderland-Zuid (brandweercompagnie)
- Veiligheidsregio Noord- en Oost-Gelderland (ondersteuning bij helikopterblussing door Defensie)
- Veiligheidsregio Twente (brandweerpeloton)
- Veiligheidsregio Utrecht (brandweerpeloton)
- Veiligheidsregio Brabant-Noord (brandweercompagnie)

Het ministerie van Defensie ondersteunde de veiligheidsregio Zuidoost-Brabant met de inzet van een Cougar-helikopter met een zogenaamde bambi-bucket. Dit zijn zakken met een inhoud van 2500 liter die onder de helikopter gehangen worden om water te kunnen lossen boven brandend gebied. Ook werden twee crashtenders van de Koninklijke Luchtmacht afkomstig van vliegbasis Eindhoven en vliegbasis Woensdrecht ingezet. Op zondag 4 juli zette defensie 100 mensen in om te helpen bij het nablussen. Zo leverde het leger een brandstofbevoorradingswagen om de brandweerwagens van brandstof te voorzien en stond de genie klaar om brandgangen te graven.
Het Korps landelijke politiediensten was aanwezig met een helikopter voor observatie.